# Santa Clara do Sul
Pour les articles homonymes, voir Santa Clara.
Santa Clara do Sul est une municipalité brésilienne située dans l'État du Rio Grande do Sul.